# Pacayas
Pacayas – miasto w Kostaryce, w prowincji Cartago.